# Qiaozhen (sockenhuvudort i Kina, Shaanxi, lat 34,49, long 107,14)
Qiaozhen är en sockenhuvudort i Kina. Den ligger i provinsen Shaanxi, i den nordvästra delen av landet, omkring 160 kilometer väster om provinshuvudstaden Xi'an. Antalet invånare är 25 763. Befolkningen består av 12 518 kvinnor och 13 245 män. Barn under 15 år utgör 14,0 %, vuxna 15-64 år 77 %, och äldre över 65 år 8,0 %.
Runt Qiaozhen är det mycket tätbefolkat, med 1 411 invånare per kvadratkilometer. Närmaste större samhälle är Qianyang Chengguanzhen, 17,3 km norr om Qiaozhen. Trakten runt Qiaozhen består till största delen av jordbruksmark.
Genomsnittlig årsnederbörd är 754 millimeter. Den regnigaste månaden är september, med i genomsnitt 159 mm nederbörd, och den torraste är december, med 2 mm nederbörd.